# Ligustersyren
Ligustersyren (Syringa reticulata) är en syrenväxtart som först beskrevs av Carl Ludwig von Blume, och fick sitt nu gällande namn av Hiroshi Hara. Enligt Catalogue of Life ingår Ligustersyren i släktet syrener och familjen syrenväxter, men enligt Dyntaxa är tillhörigheten istället släktet syrener och familjen syrenväxter. Arten har ej påträffats i Sverige.

## Utseende
Trädet blir upp till 9 meter högt och det har ofta flera stammar.

## Utbredning
Artens ursprungliga utbredningsområde är östra Kina, östra Ryssland, Koreahalvön och Japan. Växten introducerades i flera andra regioner. Den hittas vanligen mellan 600 och 1300 meter över havet. Trädet ingår i lövskogar och blandskogar.

## Hot
För beståndet är inga hot kända och hela populationen bedöms som stor. IUCN listar arten som livskraftig (LC).

## Underarter
Arten delas in i följande underarter:
- S. r. amurensis
- S. r. reticulata

## Bildgalleri

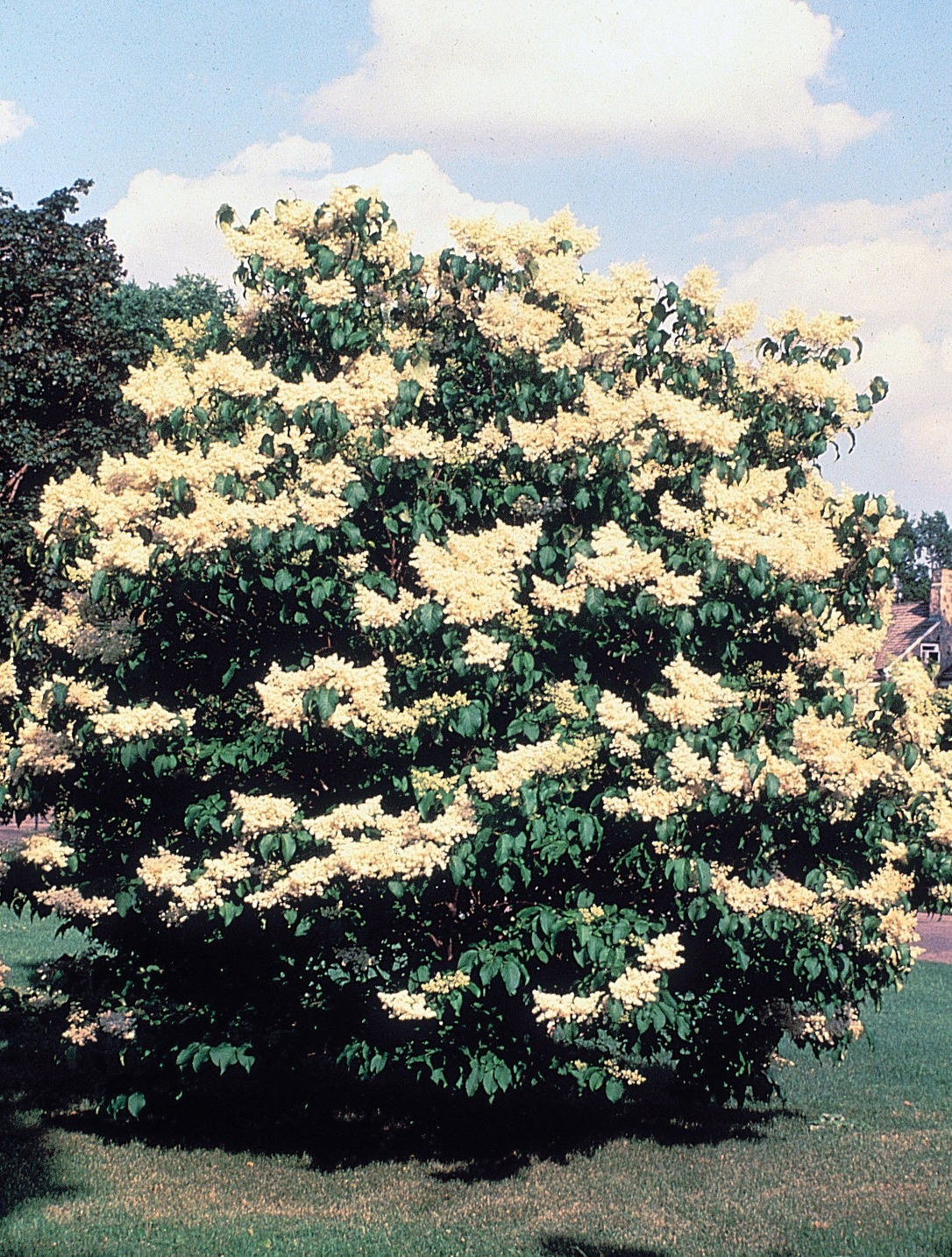